# 檜山廣
檜山 廣（ひやま ひろ、1909年（明治42年）12月18日 - 2000年（平成12年）12月25日）は、日本の実業家である。丸紅の社長や会長を歴任し、同社中興の祖と言われる。国際派の論客でもあったが、ロッキード事件における中心人物のひとりとして有罪となった。

## 来歴・人物
茨城県那珂郡那珂町（現在の那珂市）生まれ。旧制水戸中学校を経て、東京商科大学（現在の一橋大学）卒業。大学在学中は柔道部のエースであった。
大学を卒業した1932年（昭和7年）に大同貿易入社、1952年（昭和27年）に丸紅飯田（現在の丸紅）取締役、1957年（昭和32年）常務、専務、副社長を経て、1964年（昭和39年）に同社長、1975年（昭和50年）に丸紅会長、1976年（昭和51年）に同取締役相談役。
ロッキード事件に絡み、国会で証人喚問される。証人喚問で「サインした領収証四通に表示されたピーナツ、ピーシズの意味は全然知らなかった」「領収証に関連する金品の授受については全く関知していない」「丸紅がロッキード社から正規の手数料以外の金を受け取ったことは絶対ない」「大久保利春、伊藤宏両人から、領収証にサインはしたが金品の授受については一切関知していないとの報告が事実と確信している」と証言したことが偽証として告発された。1976年に逮捕され贈賄罪、外為法、議院証言法違反で起訴、1983年（昭和58年）懲役2年6ケ月の実刑判決、1995年（平成7年）最高裁判所で判決が確定するも、高齢や心臓病の持病のため執行停止となり、2000年（平成12年）12月25日、心不全のため東京都品川区の自宅で死去、91歳。1976年8月に丸紅の役職を辞任したが、1985年（昭和60年）から1999年（平成11年）3月まで丸紅初代名誉顧問を務めた。
1965年（昭和40年）に藍綬褒章を受章しているが、1995年3月7日、褫奪された。
事件前は日本貿易会副会長、日本経済団体連合会常任理事、経済同友会常任監事を歴任した。